# شکیبی اصفهانی
محمدرضا بن عبدالله اصفهانی متخلص به شکیبی(۱۵۵۷–۱۶۱۴م) شاعر فارسی‌زبان ایرانی در دربار مغولی هند بود.

## زندگی
محمدرضا بن ظهیرالدین عبدالله اصفهانی در سال ۹۶۴ق/۱۵۵۷م در اصفهان زاده شد. خاندان او به امامی نیز شهرت داشتند. به شعر گرایید و به تحصیلات مقدماتی در زادگاهش پرداخت، از استادان او امیر روزبهان صبری از شاعران عهد صفوی بود که شکیبی خواهرزاده‌اش به شمار می‌رفت؛خویشاوندی‌اش با او، در تربیت شاعری‌اش تأثیر گذاشت.

شکیبی در ابتدای جوانی به مسافرت‌های رفت، در مشهد و هرات به تحصیل پرداخت و به اصفهان بازگشت. در ۹۹۸ق/ از اصفهان به هند کوچید و نزد میرزا عبدالرحیم خان‌خانان خدمت نمود، مورد توجه او گشت و در سفرهای سند و دکن همراهش بود.

شکیبی در مالوه بیمارشد و «نذر کرد اگر شفا یابد، به زیارت حرمین شتابد و چنین کرد.» سه سال در مکه و مدینه و دیگر مکان‌های مقدس شیعه در عراق گذراند و به هند بازگشت. مدتی از سوی جهانگیرشاه، صدارت دهلی (منصب دینی) به وی تفویض شد و همان‌جا در سال ۱۰۲۳ق/۱۶۱۴م درگذشت.

## اشعار و آثار
نمونه‌هایی از شعرش در مآثر رحیمی و خلاصة الأشعار و عرفات نقل شده. ساقی‌نامهاش که یکصد و شش بیت است در میخانه، مآثر رحیمی و هفت اقلیم ذکر شده‌است.
نمونه‌ای از اشعار:
شب‌های هجر را گذراندیم و زنده‌ایم
ما را به سخت‌جانیِ خود این گمان نبود

من کیستم از خویش به تنگ آمده‌ای
دیوانهٔ با خِرَد به جنگ آمده‌ای

دوشینه به کوی یار از رشکم کُشت
نالیدنِ پای دل به سنگ آمده‌ای